# Platja del Postiguet
La platja del Postiguet, o simplement el Postiguet, és una platja de la ciutat d'Alacant. Es troba al nord del port d'Alacant, al costat del moll de Llevant.
El seu nom sorgix del diminutiu del mot català medieval postic (del llatí POSTICUM), arran d'un xicotet porticó que hi havia a l'entrada de la població, quan la ciutat es trobava emmurallada. El postic fa referència al forrellat que tancava la porta d'accés a esta platja. És la principal platja urbana, i se situa als peus del castell de Santa Bàrbara, vorejada per un passeig marítim omplit de palmeres (passeig de Gomis). La seua arena és daurada, d'amplada mitjana i aigües tranquil·les, i hi ha diverses instal·lacions esportives, lúdiques i d'hostaleria.
En 1997 s'hi va construir un espigó paral·lel a la platja que va formar un tómbol en la zona nord del Postiguet. Aquest va desaparèixer el 2025 en ser substituït per un espigó, aquest perpendicular a la costa, que va fer guanyar 200 metres més de sorra a la platja.
La platja és una icona de la cultura popular valenciana, i sovint se l'esmenta en cançons populars, la més famosa de les quals és La manta al coll. En este punt s'observa tradicionalment el concurs de castells de foc, una setmana després de les Fogueres de Sant Joan. Al final de la platja, de camí cap al nord, i al costat de l'estació de la Marina i el barri de la Sangueta, on desaigua la rambla de la Goteta, la platja rep el nom de platja del Cocó.
En dies clars es poden observar a l'horitzó l'illa de Tabarca i el cap de Santa Pola.